# Мерфи, Остин
Остин Джон Мерфи-младший (англ. Austin John Murphy Jr.) (17 июня 1927 — 13 апреля 2024) — американский политик, член Демократической партии США, член Палаты представителей Пенсильвании (1959—1968, 1969—1970), член Сената Пенсильвании (1971—1977), член Палаты представителей США с 1977 по 1995 год.

## Биография
Остин Мерфи родился в Норт-Шарлерой 17 июня 1927 года, в 1945 году окончил среднюю школу Шарлерой. Окончил Университет Дюкейн, в 1952 году получил юридическое образование в Питтсбургском университете.
Мерфи начал свою политическую карьеру в качестве члена Палаты представителей штата Пенсильвания, где он проработал с 1959 по 1971 год. Затем он служил в Сенате штата Пенсильвания с 1971 по 1977 год. В 1976 году он был избран в Палату представителей Соединенных Штатов Америки.
В 1987 году Мерфи был наказан за голосование вместо других членов палаты и неправомерное использование средств Палаты представителей. Он направил государственные ресурсы в свою бывшую юридическую фирму, имел фиктивного сотрудника в штате Палаты представителей и позволял другим голосовать за себя в Палате. Этот скандал в конечном итоге привел к тому, что он решил не баллотироваться на переизбрание в 1994 году.
В мае 1999 года большое жюри округа Фейетт предъявило Мерфи обвинение в мошенничестве на выборах. Ему были предъявлены обвинения в подделке документов, преступном сговоре и фальсификации государственных записей. Мерфи настаивал на том, что он всего лишь пытался помочь пожилым жителям дома престарелых заполнить документы, прилагавшиеся к открепительному бюллетеню. По мнению большого жюри, Мерфи и двое других подделывали открепительные бюллетени для жителей дома престарелых, а затем добавили жену Мерфи, Эйлин Мерфи, в качестве вписанного кандидата на должность судьи по выборам в округе. В следующем месяце, после закрытых переговоров, все обвинения в мошенничестве на выборах, кроме одного, были сняты. После слушания он покинул здание через заднюю дверь, чтобы избежать разгневанной толпы снаружи. Он был приговорен к шести месяцам испытательного срока и пятидесяти часам общественных работ.

## Личная жизнь
Мерфи женился на Эйлин Рамоне Макнамара Мерфи 1 марта 1953 года, и у них было семеро детей, 19 внуков и 17 правнуков. Мона умерла 1 марта 2016 года во время визита к семье дочери в Неваду. Остин Мерфи умер 13 апреля 2024 года в возрасте 96 лет.